# Millie Uckerman
Remiline Emilie (Millie) Uckerman (Suriname, 1871 - Paramaribo, 12 juni 1943) was een Surinaams sopraan, pianiste en modiste.
Ze was dochter van Julius Arend Durkheim (in 1858 gewettigd tot Uckerman) en Sophietje Adriana Groese. Haar vader overleed al op 41-jarige leeftijd in 1885. Zij was tussen 1891 en 1899 getrouwd met componist Johannes Nicolaas Helstone. Toen ze trouwde was ze nog minderjarig (19). 
Zij was zangeres en (begeleidings)pianist en (begeleidings)organist. Ze was in Suriname rond de eeuwwisseling zelfstandig zangeres, maar in later jaren na haar echtscheiding vooral bekend als leidster van kindervoorstellingen in Thalia.  Ze werkte ze onder andere in 1926 samen met dirigent Cor Anijs samen aan de kinderoperette De Tooverring  Ook leidde ze de Dameskring VOET.    
Ook stond ze te boek als muziekonderwijzeres vanuit haar woonhuis aan de Jodenbreestraat 40.
Zij overleed na een kortstondige ziekte op 12 juni 1943, 71 jaar oud.  In april van dat jaar stond ze nog op de planken.